# Liste der Nummer-eins-Hits in Südkorea (2019)
Dies ist eine Liste der Nummer-eins-Hits in Südkorea im Jahr 2019 basierend auf den offiziellen Gaon Charts.

## Singles
| ← 2018 ← | Liste der Nummer-eins-Hits in Südkorea | Liste der Nummer-eins-Hits in Südkorea                      | Liste der Nummer-eins-Hits in Südkorea                                                            | 2020 →                    |
| \| Zeitraum \| Wo. ges. \| Interpret \| Titel Autor(en) \| Zusätzliche Informationen \| \| (Zeitraum, Wochen auf Platz eins, Interpret, Titel, Autor[en], zusätzliche Informationen) \| \| \| \| \| \| ----------------------------------------------------------------------------------------- \| -------- \| ----------------------------------------------------------- \| ------------------------------------------------------------------------------------------------- \| ------------------------- \| \| 9. Dezember 2018 – 5. Januar 2019 4 Wochen \| 4 \| Ben 벤 \| 180 Degrees 180도 \| – \| \| 6. Januar 2019 – 26. Januar 2019 3 Wochen \| 3 \| MC the Max 엠씨더맥스 \| After You’ve Gone 넘쳐흘러 \| – \| \| 27. Januar 2019 – 16. Februar 2019 3 Wochen \| 3 \| Woody 우디 \| Fire Up 이 노래가 클럽에서 나온다면 \| – \| \| 17. Februar 2019 – 23. Februar 2019 1 Woche \| 1 \| Hwasa 화사 \| Twit 멍청이 \| – \| \| 24. Februar 2019 – 9. März 2019 2 Wochen \| 2 \| N.Flying 엔플라잉 \| Rooftop 옥탑방 \| – \| \| 10. März 2019 – 16. März 2019 1 Woche \| 1 \| Epik High feat. Crush 에픽하이 feat. 크러쉬 \| Lovedrunk 술이 달다 \| – \| \| 17. März 2019 – 23. März 2019 1 Woche \| 1 \| Baek Ye-rin 백예린 \| Maybe It’s Not Our Fault 그건 아마 우리의 잘못은 아닐 거야 \| – \| \| 24. März 2019 – 6. April 2019 2 Wochen \| 2 \| Taeyeon 태연 \| Four Seasons 사계 \| – \| \| 7. April 2019 – 13. April 2019 1 Woche \| 1 \| Bolbbalgan4 볼빨간 사춘기 \| Bom 나만, 봄 \| – \| \| 14. April 2019 – 4. Mai 2019 3 Wochen \| 3 \| BTS feat. Halsey \| Boy with Luv 작은 것들을 위한 시 \| – \| \| 5. Mai 2019 – 11. Mai 2019 1 Woche \| 1 \| Park Hyo-shin 박효신 \| Goodbye \| – \| \| 12. Mai 2019 – 18. Mai 2019 1 Woche \| 1 \| Jannabi 잔나비 \| For Lovers Who Hesitate 주저하는 연인들을 위해 \| – \| \| 19. Mai 2019 – 8. Juni 2019 3 Wochen \| 3 \| Lim Jae Hyun 임재현 \| If There Was Practice in Love 사랑에 연습이 있었다면 \| – \| \| 9. Juni 2019 – 22. Juni 2019 2 Wochen \| 2 \| Kim Na-young 김나영 \| To Be Honest 솔직하게 말해서 나 김나영 \| – \| \| 23. Juni 2019 – 6. Juli 2019 2 Wochen \| 2 \| Park Hye-jin & Yoon Min-soo 장혜진, 윤민수 \| Drunk on Love 술이 문제야 \| – \| \| 7. Juli 2019 – 20. Juli 2019 2 Wochen \| 2 \| Ben 벤 \| Thank You for Goodbye 헤어져줘서 고마워 \| – \| \| 27. Juli 2019 – 3. August 2019 1 Woche \| 1 \| Taeyeon 태연 \| All About You 그대라는 시 \| – \| \| 4. August 2019 – 10. August 2019 1 Woche \| 1 \| Gummy 거미 \| Remember Me 기억해줘요 내 모든 날과 그때를 \| – \| \| 11. August 2019 – 17. August 2019 1 Woche (insgesamt 4) \| 4 \| Paul Kim 폴킴 \| So Long 안녕 \| – \| \| 18. August 2019 – 24. August 2019 1 Woche \| 1 \| Punch 펀치 \| Done for Me \| – \| \| 25. August 2019 – 14. September 2019 3 Wochen (insgesamt 4) \| 4 \| Paul Kim 폴킴 \| So Long 안녕 \| – \| \| 15. September 2019 – 21. September 2019 1 Woche \| 1 \| Bolbbalgan4 볼빨간 사춘기 \| Workaholic 워커홀릭 \| – \| \| 22. September 2019 – 28. September 2019 1 Woche \| 1 \| Jang Beom June 장범준 \| Your Shampoo Scent in the Flowers 흔들리는 꽃들 속에서 네 샴푸향이 느껴진거야 \| – \| \| 29. September 2019 – 26. Oktober 2019 4 Wochen \| 4 \| AKMU 악동뮤지션 \| How Can I Love the Heartbreak, You’re the One I Love 어떻게 이별까지 사랑하겠어, 널 사랑하는 거지 \| – \| \| 27. Oktober 2019 – 2. November 2019 1 Woche \| 1 \| MC Mong feat. Gain & Chancellor MC몽 (Feat. 송가인, 챈슬러) \| Fame 인기 \| – \| \| 3. November 2019 – 9. November 2019 1 Woche \| 1 \| IU 아이유 \| Love Poem \| – \| \| 10. November 2019 – 16. November 2019 1 Woche \| 1 \| Noel 노을 \| Late Night 늦은 밤 너의 집 앞 골목길에서 \| – \| \| 17. November 2019 – 14. Dezember 2019 4 Wochen \| 4 \| IU 아이유 \| Blueming \| – \| \| 15. Dezember 2019 – 21. Dezember 2019 1 Woche \| 1 \| Baek Ye-rin 백예린 \| Square (2017) \| – \| \| 22. Dezember 2019 – 4. Januar 2020 2 Wochen \| 2 \| Changmo 창모 \| Meteor \| – \| |                                        |                                                             |                                                                                                   |                           |
| ← 2018 |                                        |                                                             |                                                                                                   | → 2020 →                  |
| Zeitraum | Wo. ges.                               | Interpret                                                   | Titel Autor(en)                                                                                   | Zusätzliche Informationen |
| (Zeitraum, Wochen auf Platz eins, Interpret, Titel, Autor[en], zusätzliche Informationen) |                                        |                                                             |                                                                                                   |                           |
| 9. Dezember 2018 – 5. Januar 2019 4 Wochen | 4                                      | Ben 벤                                                      | 180 Degrees 180도                                                                                 | –                         |
| 6. Januar 2019 – 26. Januar 2019 3 Wochen | 3                                      | MC the Max 엠씨더맥스                                       | After You’ve Gone 넘쳐흘러                                                                        | –                         |
| 27. Januar 2019 – 16. Februar 2019 3 Wochen | 3                                      | Woody 우디                                                  | Fire Up 이 노래가 클럽에서 나온다면                                                               | –                         |
| 17. Februar 2019 – 23. Februar 2019 1 Woche | 1                                      | Hwasa 화사                                                  | Twit 멍청이                                                                                       | –                         |
| 24. Februar 2019 – 9. März 2019 2 Wochen | 2                                      | N.Flying 엔플라잉                                           | Rooftop 옥탑방                                                                                    | –                         |
| 10. März 2019 – 16. März 2019 1 Woche | 1                                      | Epik High feat. Crush 에픽하이 feat. 크러쉬                 | Lovedrunk 술이 달다                                                                               | –                         |
| 17. März 2019 – 23. März 2019 1 Woche | 1                                      | Baek Ye-rin 백예린                                          | Maybe It’s Not Our Fault 그건 아마 우리의 잘못은 아닐 거야                                        | –                         |
| 24. März 2019 – 6. April 2019 2 Wochen | 2                                      | Taeyeon 태연                                                | Four Seasons 사계                                                                                 | –                         |
| 7. April 2019 – 13. April 2019 1 Woche | 1                                      | Bolbbalgan4 볼빨간 사춘기                                   | Bom 나만, 봄                                                                                      | –                         |
| 14. April 2019 – 4. Mai 2019 3 Wochen | 3                                      | BTS feat. Halsey                                            | Boy with Luv 작은 것들을 위한 시                                                                  | –                         |
| 5. Mai 2019 – 11. Mai 2019 1 Woche | 1                                      | Park Hyo-shin 박효신                                        | Goodbye                                                                                           | –                         |
| 12. Mai 2019 – 18. Mai 2019 1 Woche | 1                                      | Jannabi 잔나비                                              | For Lovers Who Hesitate 주저하는 연인들을 위해                                                    | –                         |
| 19. Mai 2019 – 8. Juni 2019 3 Wochen | 3                                      | Lim Jae Hyun 임재현                                         | If There Was Practice in Love 사랑에 연습이 있었다면                                              | –                         |
| 9. Juni 2019 – 22. Juni 2019 2 Wochen | 2                                      | Kim Na-young 김나영                                         | To Be Honest 솔직하게 말해서 나 김나영                                                            | –                         |
| 23. Juni 2019 – 6. Juli 2019 2 Wochen | 2                                      | Park Hye-jin & Yoon Min-soo 장혜진, 윤민수                  | Drunk on Love 술이 문제야                                                                         | –                         |
| 7. Juli 2019 – 20. Juli 2019 2 Wochen | 2                                      | Ben 벤                                                      | Thank You for Goodbye 헤어져줘서 고마워                                                           | –                         |
| 27. Juli 2019 – 3. August 2019 1 Woche | 1                                      | Taeyeon 태연                                                | All About You 그대라는 시                                                                         | –                         |
| 4. August 2019 – 10. August 2019 1 Woche | 1                                      | Gummy 거미                                                  | Remember Me 기억해줘요 내 모든 날과 그때를                                                        | –                         |
| 11. August 2019 – 17. August 2019 1 Woche (insgesamt 4) | 4                                      | Paul Kim 폴킴                                               | So Long 안녕                                                                                      | –                         |
| 18. August 2019 – 24. August 2019 1 Woche | 1                                      | Punch 펀치                                                  | Done for Me                                                                                       | –                         |
| 25. August 2019 – 14. September 2019 3 Wochen (insgesamt 4) | 4                                      | Paul Kim 폴킴                                               | So Long 안녕                                                                                      | –                         |
| 15. September 2019 – 21. September 2019 1 Woche | 1                                      | Bolbbalgan4 볼빨간 사춘기                                   | Workaholic 워커홀릭                                                                               | –                         |
| 22. September 2019 – 28. September 2019 1 Woche | 1                                      | Jang Beom June 장범준                                       | Your Shampoo Scent in the Flowers 흔들리는 꽃들 속에서 네 샴푸향이 느껴진거야                     | –                         |
| 29. September 2019 – 26. Oktober 2019 4 Wochen | 4                                      | AKMU 악동뮤지션                                             | How Can I Love the Heartbreak, You’re the One I Love 어떻게 이별까지 사랑하겠어, 널 사랑하는 거지 | –                         |
| 27. Oktober 2019 – 2. November 2019 1 Woche | 1                                      | MC Mong feat. Gain & Chancellor MC몽 (Feat. 송가인, 챈슬러) | Fame 인기                                                                                         | –                         |
| 3. November 2019 – 9. November 2019 1 Woche | 1                                      | IU 아이유                                                   | Love Poem                                                                                         | –                         |
| 10. November 2019 – 16. November 2019 1 Woche | 1                                      | Noel 노을                                                   | Late Night 늦은 밤 너의 집 앞 골목길에서                                                          | –                         |
| 17. November 2019 – 14. Dezember 2019 4 Wochen | 4                                      | IU 아이유                                                   | Blueming                                                                                          | –                         |
| 15. Dezember 2019 – 21. Dezember 2019 1 Woche | 1                                      | Baek Ye-rin 백예린                                          | Square (2017)                                                                                     | –                         |
| 22. Dezember 2019 – 4. Januar 2020 2 Wochen | 2                                      | Changmo 창모                                                | Meteor                                                                                            | –                         |

## Alben
| ← 2018 ← | Liste der Nummer-eins-Hits in Südkorea | Liste der Nummer-eins-Hits in Südkorea | Liste der Nummer-eins-Hits in Südkorea | 2020 →                    |
| \| Zeitraum \| Wo. ges. \| Interpret \| Titel \| Zusätzliche Informationen \| \| (Zeitraum, Wochen auf Platz eins, Interpret, Titel, zusätzliche Informationen) \| \| \| \| \| \| ------------------------------------------------------------------------------ \| -------- \| ------------ \| ------------------------------ \| ------------------------- \| \| 30. Dezember 2018 – 5. Januar 2019 1 Woche (insgesamt 2) \| 2 \| Wanna One \| 1¹¹=1 (Power of Destiny) \| – \| \| 6. Januar 2019 – 12. Januar 2019 1 Woche \| 1 \| iKON \| The New Kids \| – \| \| 13. Januar 2019 – 19. Januar 2019 1 Woche \| 1 \| Astro \| All Light \| – \| \| 20. Januar 2019 – 9. Februar 2019 3 Wochen \| 3 \| Seventeen \| You Made My Dawn \| – \| \| 10. Februar 2019 – 16. Februar 2019 1 Woche \| 1 \| Taemin \| Want \| – \| \| 17. Februar 2019 – 23. Februar 2019 1 Woche (insgesamt 2) \| 2 \| Monsta X \| Take.2 We Are Here \| – \| \| 24. Februar 2019 – 2. März 2019 1 Woche \| 1 \| Ha Sung-woon \| My Moment \| – \| \| 3. März 2019 – 9. März 2019 1 Woche \| 1 \| TXT \| The Dream Chapter: Star \| – \| \| 10. März 2019 – 16. März 2019 1 Woche \| 1 \| Mamamoo \| White Wind \| – \| \| 17. März 2019 – 23. März 2019 1 Woche (insgesamt 2) \| 2 \| Monsta X \| Take.2 We Are Here \| – \| \| 24. März 2019 – 30. März 2019 1 Woche \| 1 \| Stray Kids \| Clé 1: Miroh \| – \| \| 31. März 2019 – 6. April 2019 1 Woche \| 1 \| IZ*ONE \| Heart*Iz \| – \| \| 7. April 2019 – 27. April 2019 3 Wochen \| 3 \| BTS \| Map of the Soul: Persona \| – \| \| 28. April 2019 – 11. Mai 2019 2 Wochen \| 2 \| NU'EST \| Happily Ever After \| – \| \| 12. Mai 2019 – 18. Mai 2019 1 Woche \| 1 \| Winner \| We \| – \| \| 19. Mai 2019 – 25. Mai 2019 1 Woche \| 1 \| Got7 \| Spinning Top \| – \| \| 26. Mai 2019 – 1. Juni 2019 1 Woche \| 1 \| NCT 127 \| We Are Superhuman \| – \| \| 2. Juni 2019 – 8. Juni 2019 1 Woche \| 1 \| Cosmic Girls \| For the Summer \| – \| \| 9. Juni 2019 – 15. Juni 2019 1 Woche \| 1 \| U-Know \| True Colors \| – \| \| 16. Juni 2019 – 22. Juni 2019 1 Woche \| 1 \| Red Velvet \| The ReVe Festival: Day 1 \| – \| \| 23. Juni 2019 – 29. Juni 2019 1 Woche \| 1 \| BTS \| BTS World OST \| – \| \| 30. Juni 2019 – 6. Juli 2019 1 Woche \| 1 \| GFriend \| Fever Season \| – \| \| 7. Juli 2019 – 13. Juli 2019 1 Woche \| 1 \| Baekhyun \| City Lights \| – \| \| 14. Juli 2019 – 20. Juli 2019 1 Woche \| 1 \| DAY6 \| The Book of Us: Gravity \| – \| \| 21. Juli 2019 – 27. Juli 2019 1 Woche \| 1 \| Exo-SC \| What a Life \| – \| \| 28. Juli 2019 – 10. August 2019 2 Wochen \| 2 \| Kang Daniel \| Color on Me \| – \| \| 11. August 2019 – 17. August 2019 1 Woche \| 1 \| NCT Dream \| We Boom \| – \| \| 18. August 2019 – 24. August 2019 1 Woche \| 1 \| Red Velvet \| The ReVe Festival: Day 2 \| – \| \| 25. August 2019 – 14. September 2019 3 Wochen \| 3 \| X1 \| Emergency: Quantum Leap \| – \| \| 15. September 2019 – 21. September 2019 1 Woche \| 1 \| Seventeen \| An Ode \| – \| \| 22. September 2019 – 28. September 2019 1 Woche \| 1 \| Twice \| Feel Special \| – \| \| 29. September 2019 – 5. Oktober 2019 1 Woche \| 1 \| Chen \| Dear My Dear \| – \| \| 6. Oktober 2019 – 12. Oktober 2019 1 Woche \| 1 \| Ateez \| Treasure EP.Fin: All to Action \| – \| \| 13. Oktober 2019 – 19. Oktober 2019 1 Woche \| 1 \| Super Junior \| Time_Slip \| – \| \| 20. Oktober 2019 – 26. Oktober 2019 1 Woche \| 1 \| TXT \| The Dream Chapter: Magic \| – \| \| 27. Oktober 2019 – 2. November 2019 1 Woche \| 1 \| Monsta X \| Follow: Find You \| – \| \| 3. November 2019 – 9. November 2019 1 Woche \| 1 \| Got7 \| Call My Name \| – \| \| 10. November 2019 – 16. November 2019 1 Woche \| 1 \| Mamamoo \| Reality in Black \| – \| \| 17. November 2019 – 23. November 2019 1 Woche \| 1 \| IU \| Love Poem \| – \| \| 24. November 2019 – 7. Dezember 2019 2 Wochen \| 2 \| Exo \| Obsession \| – \| \| 8. Dezember 2019 – 21. Dezember 2019 2 Wochen \| 2 \| Stray Kids \| Clé: Levanter \| – \| \| 22. Dezember 2019 – 4. Januar 2020 2 Wochen \| 2 \| Red Velvet \| The ReVe Festival: Finale \| – \| |                                        |                                        |                                        |                           |
| ← 2018 |                                        |                                        |                                        | → 2020 →                  |
| Zeitraum | Wo. ges.                               | Interpret                              | Titel                                  | Zusätzliche Informationen |
| (Zeitraum, Wochen auf Platz eins, Interpret, Titel, zusätzliche Informationen) |                                        |                                        |                                        |                           |
| 30. Dezember 2018 – 5. Januar 2019 1 Woche (insgesamt 2) | 2                                      | Wanna One                              | 1¹¹=1 (Power of Destiny)               | –                         |
| 6. Januar 2019 – 12. Januar 2019 1 Woche | 1                                      | iKON                                   | The New Kids                           | –                         |
| 13. Januar 2019 – 19. Januar 2019 1 Woche | 1                                      | Astro                                  | All Light                              | –                         |
| 20. Januar 2019 – 9. Februar 2019 3 Wochen | 3                                      | Seventeen                              | You Made My Dawn                       | –                         |
| 10. Februar 2019 – 16. Februar 2019 1 Woche | 1                                      | Taemin                                 | Want                                   | –                         |
| 17. Februar 2019 – 23. Februar 2019 1 Woche (insgesamt 2) | 2                                      | Monsta X                               | Take.2 We Are Here                     | –                         |
| 24. Februar 2019 – 2. März 2019 1 Woche | 1                                      | Ha Sung-woon                           | My Moment                              | –                         |
| 3. März 2019 – 9. März 2019 1 Woche | 1                                      | TXT                                    | The Dream Chapter: Star                | –                         |
| 10. März 2019 – 16. März 2019 1 Woche | 1                                      | Mamamoo                                | White Wind                             | –                         |
| 17. März 2019 – 23. März 2019 1 Woche (insgesamt 2) | 2                                      | Monsta X                               | Take.2 We Are Here                     | –                         |
| 24. März 2019 – 30. März 2019 1 Woche | 1                                      | Stray Kids                             | Clé 1: Miroh                           | –                         |
| 31. März 2019 – 6. April 2019 1 Woche | 1                                      | IZ*ONE                                 | Heart*Iz                               | –                         |
| 7. April 2019 – 27. April 2019 3 Wochen | 3                                      | BTS                                    | Map of the Soul: Persona               | –                         |
| 28. April 2019 – 11. Mai 2019 2 Wochen | 2                                      | NU'EST                                 | Happily Ever After                     | –                         |
| 12. Mai 2019 – 18. Mai 2019 1 Woche | 1                                      | Winner                                 | We                                     | –                         |
| 19. Mai 2019 – 25. Mai 2019 1 Woche | 1                                      | Got7                                   | Spinning Top                           | –                         |
| 26. Mai 2019 – 1. Juni 2019 1 Woche | 1                                      | NCT 127                                | We Are Superhuman                      | –                         |
| 2. Juni 2019 – 8. Juni 2019 1 Woche | 1                                      | Cosmic Girls                           | For the Summer                         | –                         |
| 9. Juni 2019 – 15. Juni 2019 1 Woche | 1                                      | U-Know                                 | True Colors                            | –                         |
| 16. Juni 2019 – 22. Juni 2019 1 Woche | 1                                      | Red Velvet                             | The ReVe Festival: Day 1               | –                         |
| 23. Juni 2019 – 29. Juni 2019 1 Woche | 1                                      | BTS                                    | BTS World OST                          | –                         |
| 30. Juni 2019 – 6. Juli 2019 1 Woche | 1                                      | GFriend                                | Fever Season                           | –                         |
| 7. Juli 2019 – 13. Juli 2019 1 Woche | 1                                      | Baekhyun                               | City Lights                            | –                         |
| 14. Juli 2019 – 20. Juli 2019 1 Woche | 1                                      | DAY6                                   | The Book of Us: Gravity                | –                         |
| 21. Juli 2019 – 27. Juli 2019 1 Woche | 1                                      | Exo-SC                                 | What a Life                            | –                         |
| 28. Juli 2019 – 10. August 2019 2 Wochen | 2                                      | Kang Daniel                            | Color on Me                            | –                         |
| 11. August 2019 – 17. August 2019 1 Woche | 1                                      | NCT Dream                              | We Boom                                | –                         |
| 18. August 2019 – 24. August 2019 1 Woche | 1                                      | Red Velvet                             | The ReVe Festival: Day 2               | –                         |
| 25. August 2019 – 14. September 2019 3 Wochen | 3                                      | X1                                     | Emergency: Quantum Leap                | –                         |
| 15. September 2019 – 21. September 2019 1 Woche | 1                                      | Seventeen                              | An Ode                                 | –                         |
| 22. September 2019 – 28. September 2019 1 Woche | 1                                      | Twice                                  | Feel Special                           | –                         |
| 29. September 2019 – 5. Oktober 2019 1 Woche | 1                                      | Chen                                   | Dear My Dear                           | –                         |
| 6. Oktober 2019 – 12. Oktober 2019 1 Woche | 1                                      | Ateez                                  | Treasure EP.Fin: All to Action         | –                         |
| 13. Oktober 2019 – 19. Oktober 2019 1 Woche | 1                                      | Super Junior                           | Time_Slip                              | –                         |
| 20. Oktober 2019 – 26. Oktober 2019 1 Woche | 1                                      | TXT                                    | The Dream Chapter: Magic               | –                         |
| 27. Oktober 2019 – 2. November 2019 1 Woche | 1                                      | Monsta X                               | Follow: Find You                       | –                         |
| 3. November 2019 – 9. November 2019 1 Woche | 1                                      | Got7                                   | Call My Name                           | –                         |
| 10. November 2019 – 16. November 2019 1 Woche | 1                                      | Mamamoo                                | Reality in Black                       | –                         |
| 17. November 2019 – 23. November 2019 1 Woche | 1                                      | IU                                     | Love Poem                              | –                         |
| 24. November 2019 – 7. Dezember 2019 2 Wochen | 2                                      | Exo                                    | Obsession                              | –                         |
| 8. Dezember 2019 – 21. Dezember 2019 2 Wochen | 2                                      | Stray Kids                             | Clé: Levanter                          | –                         |
| 22. Dezember 2019 – 4. Januar 2020 2 Wochen | 2                                      | Red Velvet                             | The ReVe Festival: Finale              | –                         |

## Jahreshitparaden
| ← 2018 ← | Liste der Nummer-eins-Hits in Südkorea | Liste der Nummer-eins-Hits in Südkorea | Liste der Nummer-eins-Hits in Südkorea | 2020 →   |
| \| Singles \| Position# \| Alben \| \| ------------------------------------------------------------------- \| --------- \| ---------------------------- \| \| 2002 Anne-Marie \| 1 \| Map of the Soul: Persona BTS \| \| If There Was Practice in Love (사랑에 연습이 있었다면) Lim Jae-hyun \| 2 \| An Ode Seventeen \| \| Every Day, Every Moment (모든 날, 모든 순간) Paul Kim \| 3 \| Obsession EXO \| \| The Day Was Beautiful (그때가 좋았어) Kassy \| 4 \| Emergency: Quantum Leap X1 \| \| Boy With Luv (feat. Halsey) BTS \| 5 \| BTS World BTS \| \| After You’ve Gone (넘쳐흘러) MC the Max \| 6 \| City Lights Baekhyun \| \| Me After You (너를 만나) Paul Kim \| 7 \| Color on Me Kang Daniel \| \| Gotta Go (벌써 12시) Chungha \| 8 \| You Made My Dawn Seventeen \| \| Four Seasons (사계) Taeyeon \| 9 \| Time_Slip Super Junior \| \| For Lovers Who Hesitate (주저하는 연인들을 위해) Jannabi \| 10 \| Feel Special Twice \| |                                        |                                        |                                        |          |
| ← 2018 |                                        |                                        |                                        | → 2020 → |
| Singles | Position#                              | Alben                                  |                                        |          |
| 2002 Anne-Marie | 1                                      | Map of the Soul: Persona BTS           |                                        |          |
| If There Was Practice in Love (사랑에 연습이 있었다면) Lim Jae-hyun | 2                                      | An Ode Seventeen                       |                                        |          |
| Every Day, Every Moment (모든 날, 모든 순간) Paul Kim | 3                                      | Obsession EXO                          |                                        |          |
| The Day Was Beautiful (그때가 좋았어) Kassy | 4                                      | Emergency: Quantum Leap X1             |                                        |          |
| Boy With Luv (feat. Halsey) BTS | 5                                      | BTS World BTS                          |                                        |          |
| After You’ve Gone (넘쳐흘러) MC the Max | 6                                      | City Lights Baekhyun                   |                                        |          |
| Me After You (너를 만나) Paul Kim | 7                                      | Color on Me Kang Daniel                |                                        |          |
| Gotta Go (벌써 12시) Chungha | 8                                      | You Made My Dawn Seventeen             |                                        |          |
| Four Seasons (사계) Taeyeon | 9                                      | Time_Slip Super Junior                 |                                        |          |
| For Lovers Who Hesitate (주저하는 연인들을 위해) Jannabi | 10                                     | Feel Special Twice                     |                                        |          |